# Angaria delphinus
Angaria delphinus is een in zee levende slakkensoort die behoort tot de familie Angariidae .

## Voorkomen en verspreiding
Angaria delphinus is een omnivoor die leeft in ondiep warm water op zandgrond en koraalriffen (sublitoraal) en komt voor ten noorden van Australië, Indonesië en de Filipijnen (Indo- Pacifische provincie).